# Zarzosa de Río Pisuerga
Zarzosa de Río Pisuerga és un municipi de la província de Burgos a la comunitat autònoma de Castella i Lleó. Forma part de la comarca d'Odra-Pisuerga.

## Demografia
| 1991 |  | 1996 |  | 2001 |  | 2004 |
| ---- |  | ---- |  | ---- |  | ---- |
| 81   |  | 66   |  | 55   |  | 52   |